# 夢のカリフォルニア (曲)
「夢のカリフォルニア」（California Dreamin'）は、ママス&パパスが1965年に発表した楽曲。全米第4位のヒットとなった。

## 解説
ジョン・フィリップスとミシェル・フィリップスによって1963年にニューヨークに住んでいたころに書かれた。ジョンは、夢の中でこの楽曲にふれ、制作の手伝いをしてもらうためにミシェルを起こした 。この時2人はフォークグループ「ニュージャーニーメン」に所属しており、のちにこのバンドはママス&パパスとしてデビューした。また、ナンシー・シナトラも本楽曲のカバーをしている。
ママス&パパスは、バリー・マクガイアの紹介を受け、ダンヒル・レコードの代表であるルー・アドラーと初めて契約を結んだ。
アドラーのおかげで、マクガイアのアルバム『プレシャス・タイム』に収録されたバージョンでは、ママス&パパスがバックコーラスとして参加しているほか、バックバンドにはセッションバンド・レッキング・クルーが参加することができた。
その後、ママス&パパスは同じ楽器とバックボーカルを用いたうえで、新たなボーカルを吹き込んだバージョンを制作した
このバージョンでは、新しいボーカルのほかにも、P・F・スローンによるギターのイントロや、バド・シャンクによるアルトフルートの伴奏が追加された。ここで聴けるシャンクのソロは、完全なアドリブによるファーストテイクである。
マクガイア版は、冒頭のボーカルが少し左側に寄っており、 音が完全にワイプしきれていないまた、マクガイア版のハーモニカのパートは、ママス&パパス版ではアルトフルートのソロに置き換わっている。
1965年に本楽曲が発売された当初は目立つような売れ行きにはならなかった。
この楽曲の発表によってカリフォルニア州に対する注目が少し集まった後、ミシェル・フィリップスはボストンのラジオ局が本楽曲を流したことがきっかけで世界的な大ヒットになったと振り返っている。
1966年にチャート入りを果たした後本楽曲は17週間にわたってランクインし、Billboard Hot 100では3月に4位という最高位を記録した。
また、キャッシュボックスのランキングでは20週間にわたってランクインした。
そして、1966年のビルボードでは首位を獲得し、キャッシュボックスでも首位を獲得した。
イギリスでは最初の発売で23位を記録したほか、1997年にもポップ・チャートで9位を記録した。
　2002年4月には、日本のテレビドラマ『夢のカリフォルニア』(TBS)で同曲が使用され、シングルが再発された。

## カバー・バージョン
- ザ・シーカーズ - 1966年のアルバム『Come the Day』に収録。
- リチャード・アンソニー - 1966年のアルバム『Richard Anthony』に収録。フランス語詞。タイトルは「La terre promise」。
- ウェス・モンゴメリー - 1966年のアルバム『California Dreaming』に収録。
- ザ・ベンチャーズ - 1966年のアルバム『Go With The Ventures』に収録。
- ボビー・ウーマック - 1968年のアルバム『Fly Me to the Moon』に収録。
- ホセ・フェリシアーノ - 1968年のシングル「ハートに火をつけて」のB面。
- フォー・トップス - 1969年のアルバム『Soul Spin』に収録。
- アメリカ - 1979年のシングル。
- ザ・ビーチ・ボーイズ - 1986年のアルバム『Made in U.S.A.』に収録。

アルバムの一曲として収録
- Richard Anthony (1966)、 French version "La Terre Promise" [11]
- Ed Maciel E Sua Orquestra(1966)、 album "Na Onda Volume 2".[12]
- バド・シャンク(1966)、 album California Dreamin'.[13]
- Renato E Seus Blue Caps(1966) 、Portuguese version、 album Um Embalo Com Renato E Seus Blue Caps.[14]
- ジョニー・リバース (1966)